# Puerto Cabezas
Puerto Cabezas (auch Bilwi (Miskito-Sprache) mittlerweile offiziell) ist die zweitgrößte Hafenstadt an der Karibikküste Nicaraguas mit rund 35.000 Einwohnern in der Stadt und etwa weiteren 30.000 im gleichnamigen Municipio (Verwaltungsbezirk). Sie ist die Hauptstadt der autonomen Region Región Autónoma de la Costa Caribe Norte und damit auch Sitz der Regierung und des Parlamentes der Region. Für die dort hauptsächlich lebenden Miskitoindianer, eine Mischung aus Ureinwohnern und eingewanderten Afrikanern und Europäern, ist der Hafen ein wichtiges Handelszentrum. Neben Spanisch werden in der Stadt vor allem Miskito, kreolisches Englisch und Sumo-Mayangna gesprochen.
Die Stadt wurde 1929 auf einem als „Bilwi“ bekannten Territorium gegründet und nach General Rigoberto Cabezas benannt, der unter dem Präsidenten José Santos Zelaya die Atlantikküste in den nicaraguanischen Staat eingegliedert hatte.
1961 wurde hier für die von den USA unterstützte Invasion in der Schweinebucht eine Armee zusammengestellt. 1967 wurde ein Großteil von Puerto Cabezas bei einem Feuer zerstört.
Seit 1996 heißt die Stadt offiziell Bilwi, der Municipio weiterhin Puerto Cabezas. Im allgemeinen Sprachgebrauch allerdings werden beide Namen synonym verwendet.
Bei den Kommunalwahlen im November 2004 konnte mit Elizabeth Henríquez zum ersten Mal eine Vertreterin der Regionalpartei YATAMA das Bürgermeisteramt gewinnen.
Die Stadt hat einen Flughafen für nationalen Flugverkehr mit dem internationalen Code PUZ, zwei Universitäten und eine Bank. Die Arbeitslosigkeit liegt bei geschätzten 90 %. Ein wichtiger Wirtschaftszweig der Stadt ist der Fischfang; unter anderem werden Langusten exportiert.

## Städtepartnerschaft
- Manchester, Vereinigtes Königreich
- Burlington, Vereinigte Staaten
- Luleå, Schweden

## Weblinks

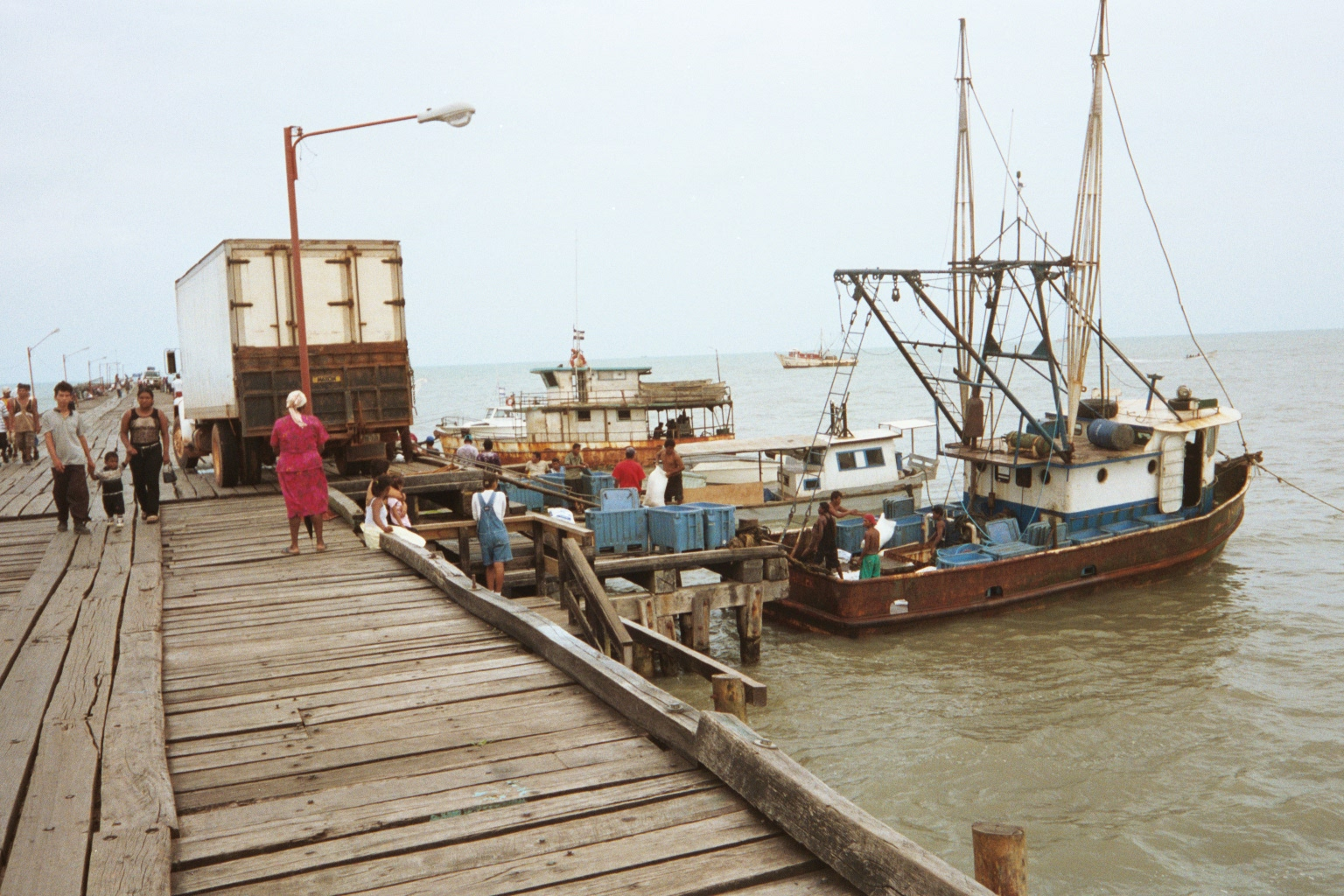
Pier in Puerto Cabezas